# خون‌فام (سرده)
خون‌فام (نام علمی: Lythrum) نام یک سرده از تیره حناییان است. خون‌فام خوراک لاروهای برخی از گونه‌های پولک‌بالان را تشکیل می‌دهد.

## گونه‌ها
- خون‌فام Lythrum salicaria
- خون‌فام برگه‌دار Lythrum tribracteatum
- خون‌فام بغدادی Lythrum silenoides
- خون‌فام ترکه‌ای
- خون‌فام زوفایی Lythrum hyssopifolia
- خون‌فام سازوئی
- خون‌فام شیرازی
- خون‌فام قفقازی
- Lythrum acutangulum
- Lythrum alatum
- Lythrum americanum
- Lythrum anatolicum
- Lythrum baeticum
- Lythrum borysthenicum
- Lythrum californicum
- Lythrum curtissii
- Lythrum flagellare
- Lythrum flexuosum
- Lythrum gracile
- Lythrum hybridum
- Lythrum hyrcanica
- Lythrum intermedium
- Lythrum junceum
- Lythrum komarovii
- Lythrum lineare
- Lythrum linifolium
- Lythrum lydiae
- Lythrum maritimum
- Lythrum nanum
- Lythrum ovalifolium
- Lythrum paradoxum
- Lythrum portula
- Lythrum rotundifolium
- Lythrum schelkovnikovii
- Lythrum silenoides
- Lythrum theodori
- Lythrum thesioides
- Lythrum thymifolia
- Lythrum wilsonii
- Lythrum virgatum
- Lythrum volgense